# 约翰·萨利
约翰·托马斯·“斯派德”·萨利（英語：John Thomas "Spider" Salley，1964年5月16日—），生於纽约州纽约布魯克林區，美国NBA前篮球运动员。